# TJX Companies
TJX Companies — американская компания, управляющая сетями «оф-прайс» магазинов в США и других странах. По состоянию на начало 2023 года её сеть насчитывала более 4800 магазинов и 5 сайтов по продаже одежды популярных брендов со скидкой 20—60 %. Магазины компании работают под названиями T.J. Maxx, TK Maxx, Marshalls, HomeGoods, HomeSense, Sierra и Winners. Компания была основана в 1987 году, штаб-квартира расположена в Фреймингхеме (штат Массачусетс, США).

## История
TJX Companies является преемником Zayre Corporation. Первый дискаунтер Zayre открылся в Хаеннисе (Hyannis, штат Массачусетс) в 1956 году; название Zayre в переводе с идиш означает «очень хорошо». Zayre Corporation была зарегистрирована двоюродными братьями Стенли и Саммер Фельдбергами в 1962 году, к началу 1970-х годов её сеть насчитывала более 200 магазинов (часть из них принадлежала купленной в 1969 году компании Hit or Miss). В 1977 году компанией была основана новая сеть, названная T.J. Maxx, она начала работу в формате «оф-прайс». Эта сеть начала быстро расти, и в июне 1987 года на её основе была создана дочерняя компания The TJX Companies, Inc. В том же году часть её акций были размещены на бирже. В то же время сеть Zayre приносила убытки, и в 1988 году она была продана Ames Department Stores. После продажи других активов в 1989 году Zayre Corporation была ликвидирована.
В 1990 году TJX вышла рынок Канады, купив компанию Winners Apparel; её сеть из 5 магазинов была быстро расширена до 65 в 1996 году. Сеть T.J. Maxx в США также росла, в 1991 году она насчитывала 437 магазинов в 46 штатах. В ноябре 1996 года у Melville Corporation за $606 млн была куплена сеть магазинов Marshalls, в сумме число торговых точек превысило тысячу. Хотя две сети работали в одном формате «оф-прайс», было решено не объединять их. В 1996 году был открыт первый магазин T.K. Maxx в Великобритании, а в 1998 году — два магазина в Нидерландах. В 2001 году продажи впервые превысили 10 млрд долларов.
В начале 2007 года компания объявила о том, что её компьютерная сеть была взломана, хакерам удалось похитить номера кредитных карт 45,7 млн клиентов.
В 2012 году за 200 млн долларов была куплена компания Sierra Trading Post, управлявшая сетью магазинов и интернет-магазином.

## Деятельность
Стратегия компании заключается в скупке со скидкой остатков не проданных партий товаров (брендовой и дизайнерской одежды, обуви, галантерейных товаров и ювелирных изделий, товаров для дома). Поиском товара занимаются 1200 специалистов в 12 странах. Как правило покупаются небольшие партии большого количества производителей (более 20 тыс.), ассортимент в магазинах постоянно обновляется.
По состоянию на начало 2023 года у компании было 4835 магазинов и 38 дистрибуционных центров. В США находились 3500 торговых точек, наибольшая их концентрация в штатах Калифорния (370), Флорида (278), Техас (243), Нью-Йорк (239), Массачусетс (151), Нью-Джерси (150), Пенсильвания (138), Иллинойс (138), Джорджия (123), Огайо (119), Виргиния (111), Мичиган (101). В Канаде находилось 554 магазина, Великобритании — 427, Германии — 166, Австралии — 74, Польше — 52, Ирландии — 29, Австрии — 18, Нидерландах — 15. На США пришлось 77 % выручки, на Канаду — 10 %, на Европу — 12, на Австралию — 1 %.
Подразделения по состоянию на 2022 год:
- Marmaxx — сети T.J. Maxx и Marshalls в США, 2482 торговых точек (в сумме крупнейшая «оф-прайс» сеть в США); продажа одежды, обуви, аксессуаров, товаров для дома; также сеть Sierra, с 78 магазинами; 61 % выручки.
- HomeGoods — сети магазинов товаров для дома HomeGoods и Homesense; продают мебель, ковры, светильники, посуду и др.; 940 магазинов в США; 17 % выручки.
- TJX Canada — канадские сети Winners (297 магазинов), HomeSense (151) и Marshalls (106), продают одежду и товары для дома; 10 % выручки.
- TJX International — сети в Европе и Австралии; 629 магазинов T.K. Maxx находятся в Великобритании, Ирландии, Германии, Польше, Австрии и Нидерландах; Homesense работает в Великобритании и Ирландии (78 магазинов); в Австралии работает 74 магазина T.K. Maxx; 12 % выручки.

Основные категории товаров: одежда и обувь (48 % продаж), ювелирные изделия и галентерея (17 %), товары для дома (35 %).
В списке крупнейших публичных компаний в мире Forbes Global 2000 за 2022 год TJX заняла 305-е место. В списке крупнейших компаний США по размеру выручки Fortune 500 заняла 75-е место.